# Abbaye de Kinloss
L'abbaye de Kinloss est une abbaye cistercienne située près de Forres dans le comté de Moray, en Écosse.

## Histoire
L'abbaye est fondée en 1150 par le roi David Ier et est d'abord occupé par des moines venus de l'abbaye de Melrose. Elle reçoit sa bulle papale du pape Alexandre iii en 1174, et entre ensuite sous la protection de l'évêque de Moray en 1187. L'abbaye devient l'un des établissements religieux les plus riches d'Écosse grâce au droit de pêche du saumon sur la Findhorn que lui accorde Robert le Bruce en 1312, puis reconduit par Jacques Ier et Jacques iv.
Au cours de son histoire, l'abbaye a reçu plusieurs visiteurs royaux, dont Édouard Ier en 1303, Édouard iii en 1336 et Marie d'Écosse en 1562. Le plus célèbre des vingt-quatre abbés qui ont occupé le monastère est Robert Reid. Il y a introduit une éducation bien organisée, fonder une nouvelle bibliothèque et d'autres bâtiments. Il devient évêque des Orcades en 1541 et, après sa mort, permet la fondation de l'université d'Édimbourg grâce aux revenus de sa propriété.

## Architecture
Peu des bâtiments originels persistent à l'heure actuelle. Les restes de l'abbaye sont aujourd'hui situés dans le cimetière géré par les autorités locales, et accessible tout le temps.